# وزارة الداخلية (فرنسا)

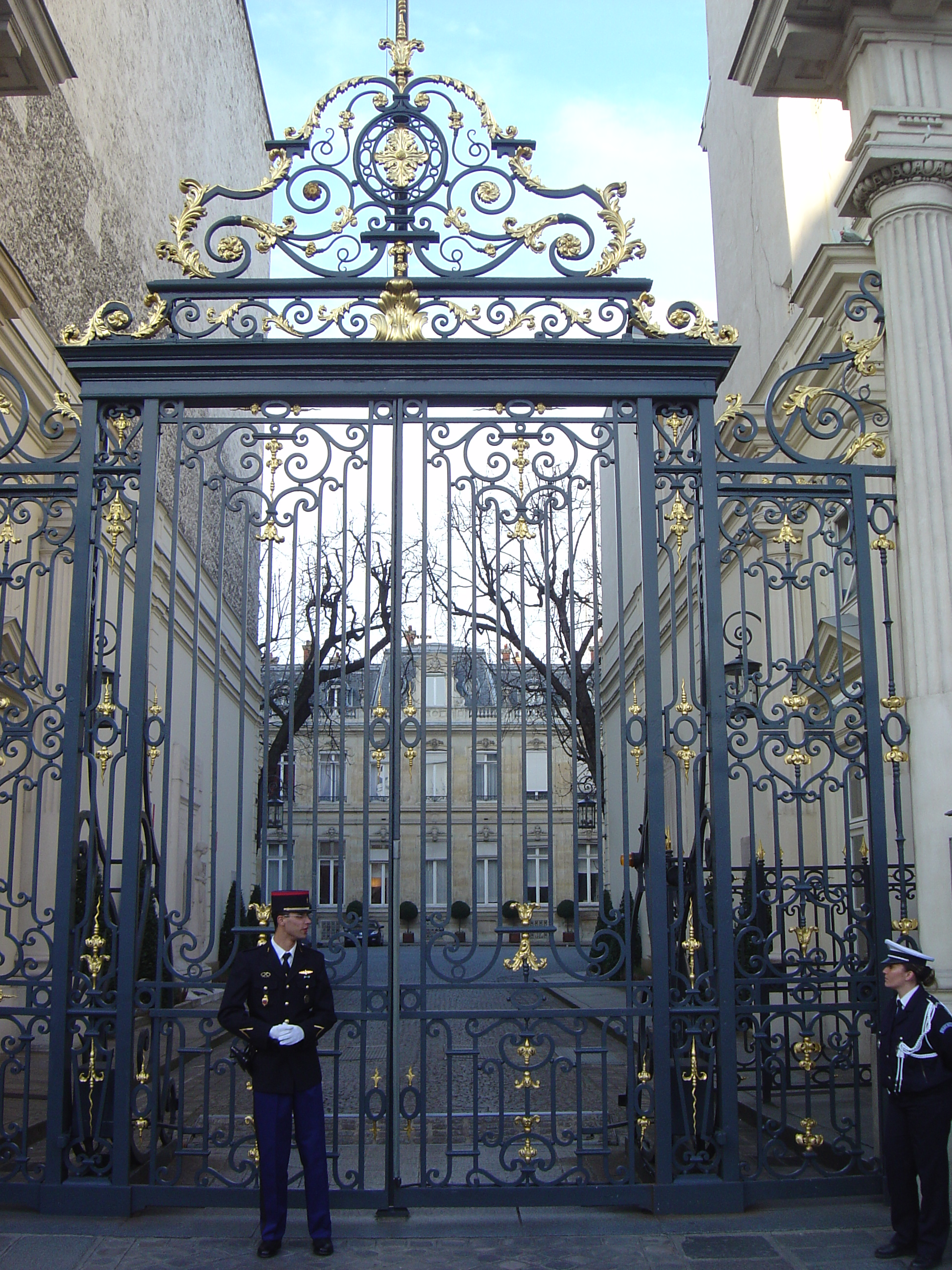
مدخل مقر وزارة الداخلية الفرنسية.

وزارة الداخلية الفرنسية (بالفرنسية: Ministère de l’intérieur, de l’outre-mer et des collectivités territoriales)‏ هي واحدة من أهم الحقائب الوزارية في الحكومة الفرنسية. يقع مقرها في فندق دو بوفو بالدائرة الثامنة في باريس بالقرب من قصر الإيليزي. تم إنشائها خلال الثورة الفرنسية.
تحمل وزارة الداخلية على عاتقها مسؤولية حفظ الأمن الداخلي العام في البلاد والنظام.
في هذا الإطار ، عقد برونو روتايو، وزير الدولة وزير الداخلية الفرنسية  يوم 14 ابريل 2025 مع وزير الداخلية المغربية، عبد الوافي لفتيت اتفاقيات شاملة في الأمن والهجرة.

## وصلات خارجية
- الموقع الرسمي (باللغة الفرنسية)